# Microcentrum nauticum
Microcentrum nauticum är en insektsart som beskrevs av Piza Jr. 1980. Microcentrum nauticum ingår i släktet Microcentrum och familjen vårtbitare. Inga underarter finns listade i Catalogue of Life.